# One Piece : L'Aventure de l'île de l'horloge
One Piece : L'aventure de l'île de l'horloge (ねじまき島の冒険) est le deuxième film de la franchise One Piece, mettant en scène les personnages de Monkey D. Luffy, Roronoa Zoro, Nami, Usopp et la première apparition du cuisinier Sanji dans un long métrage.
Il est sorti dans les salles obscures nippones le 3 mars 2001 pour être ensuite disponible en DVD le 21 octobre 2001. À l'instar du premier opus sorti l'année précédente, ce second volet était présenté avec Digimon Adventure 02: Diaboromon Strikes Back. Au total, les recettes s'élèvent à environ trois milliards de yens.

Ce n'est que dix ans plus tard que le film sort en France, le 23 novembre 2011, en DVD et Blu-ray édité par Kazé.
Le film est suivi d'une vignette de 6 minutes, intitulée Le Carnaval dansant de Jango.

## Synopsis
Tandis que l'équipage au Chapeau de Paille profite d'une journée à la plage pour se reposer, leur bateau, le Vogue Merry, ainsi que tout leur équipement, sont subtilisés. En se lançant à la poursuite des voleurs, ils rencontrent un certain Borodo, qui se qualifie comme le "plus grand voleur au monde" ainsi que son petit frère Akisu. Leur objectif est de dérober une horloge, cette dernière sous le contrôle d'un certains pirate nommé Bear King, qui en plus de contrôler l'horloge, contrôle l’île qui l'abrite. Dans la poursuite de ses péripéties, l'équipage se fait surprendre et Nami se fait enlever. L'équipage poursuit ses ravisseurs, deux lieutenants de ce mystérieux Bear King, sur une île étrange, l'Île de l'Horloge.

## Dans la chronologie
Ce deuxième film s'intègre dans la chronologie de la série animée avec cependant une incohérence. Il est censé se dérouler entre l'arc Loguetown et l'arc île du Navire de Guerre (entre les épisodes 53 et 54) car dans le générique de fin, on peut voir que Smoker et Tashigi ont quitté Loguetown (afin de poursuivre Luffy sur Grand Line). Mais dans l'épisode 54, Nami précise que l'équipage n'a quitté Loguetown que depuis 2 jours alors le film s'étale sur une semaine. Le générique de fin du film nous montre d'autres personnages qui vont apparaître prochainement dans la série comme Chopper, Robin, Ace ou encore Vivi durant leurs occupations du moment.

## Doublage
À l'instar des épisodes de la série animée, le doublage français a été supervisé par Tōei animation. Les comédiens ont été dirigés par Philippe Roullier et Julie Basecqz. Les dialogues sont signés Anthony Panetto.
| Personnages     | Voix japonaises    | Voix françaises     |
| --------------- | ------------------ | ------------------- |
| Monkey D. Luffy | Mayumi Tanaka      | Stéphane Excoffier  |
| Zorro Roronoa   | Kazuya Nakai       | Patrick Noérie      |
| Sanji           | Hiroaki Hirata     | Olivier Cuvellier   |
| Nami            | Akemi Okamura      | Kelly Marot         |
| Usopp           | Kappei Yamaguchi   | Jean-Pierre Denuit  |
| Akis            | Akiko Yajima       | Adrien Solis        |
| Bolodo          | Ken'yū Horiuchi    | Mathieu Moreau      |
| Pin Joker       | Hideyuki Tanaka    | Frédéric Popovic    |
| Boo Jack        | Isamu Tanonaka     | Bruno Magne         |
| Skunk One       | Takeshi Aono       | Antoine Tomé        |
| Bear King       | Tesshō Genda       | Frédéric Souterelle |
| Honey Queen     | Megumi Hayashibara | Olivia Dutron       |
| Mère            | Sumi Shimamoto     | Christine Pâris     |
| Père            | Daisuke Gōri       | Philippe Roullier   |